# 田家炳中學 (香港)
田家炳中學（英語：Tin Ka Ping Secondary School，簡稱TKPSS）位於香港新界北區粉嶺，是一所政府津貼男女子中學，由田家炳基金會創立。
自2009年教學微調政策後，政府批准田家炳中學開設英語教學班級（中文、中國文學、公民與社會發展科／生活與社會科、中國歷史、普通話、生活教育、體育（HKDSE）為中文教學）。
請注意，您不能同時選擇M2和ICT作為該學校的選修科目。

## 辦學宗旨
田家炳中學懷抱全人教育理想，致力開展學與教、生活輔導、聯課活動及造就時代公民素質的整全與均衡教育，與時並進，塑造明日公民領袖。

## 教學語言
學校著重培育學生兩文三語兼善。除了中國語文、中國歷史、中國文學、普通話、生活教育、公民與社會發展科、體育（文憑試）外，各級所有科目均採用英語授課。學校致力建構多元化的英語環境，透過舉辦各項英語提升活動，如：英語午後集會、英語小息宣佈、Tinspiration（英文學生文集）、英語話劇及英語遊學團等，來塑造良好的英語學習氛圍，提升學生英語學習效能。各科老師更運用跨學科英語教學法，並有策略地推行英語補充閱讀計劃，引入校本設計的跨學科英語研習單元等，加強學生以英語學習的信心。

## 校園
學校校園佔地7000平方米，校舍為一座1988年版本靈活式校舍，共有七層。設有2個操場、2棟教學大樓（主樓及玉瑚樓）。

## 校歌
田家炳中學的校歌由田家炳博士填詞，吳子康先生作曲。校歌為藏頭詩，頭一個字連在一起為「田家炳中學思願」。

## 香港傑出學生選舉
直至2018年（第33屆），在香港傑出學生選舉共出產1名傑出學生。

## 著名校友
- 劉國勳，MH，JP（2000年中七）：立法會議員、前北區區議員，在2002年加入民建聯，現擔任民建聯常務委員等職，為新界北立法會議員。
- 陳鏡源博士：「2019建造業傑出青年」，是全港最具規模的建築信息模擬（BIM）服務公司—雲建Vircon的創辦人。
- 鄭紫翎：外科專科醫生。
- 蔣祖曼（2002年中五）：香港藝人。
- 鍾一憲（2006年中五）：香港男歌手，「大名星歌唱比賽2007」亞軍，2010年出道。
- 馮穎欣（2007年中五）：前香港女子排球代表隊成員。
- 蘇麗珊（2009年中五）：香港藝人。
- 陳星妤（2013年中六）：本名陳詩琪，又名陳聖瑜。香港藝人，2021年9月成為無綫電視合約藝人。
- 廖偉濂（2014年中六）：前任香港眾志常務委員。
- 王菲：2019年度香港小姐競選亞軍及最上鏡小姐，同年10月成為無綫電視合約藝人。
- 詹穎琳（2015年中六）：現役香港女子排球代表隊成員。

## 交通
巴士
專線小巴
- 502